# Rosann Wowchuk
Rosann Wowchuk, (née le 15 août 1945) est une femme politique canadienne au niveau provincial au Manitoba. Elle siège à l'Assemblée législative du Manitoba sous la bannière du Nouveau Parti démocratique du Manitoba de 1990 à 2011. Elle est aussi la 4e vice-première ministre du Manitoba et ministre des finances au sein du gouvernement de Gary Doer et de Greg Selinger.

## Biographie
Rosann est réélue à l'élection provinciale de 2007. Le 4 juillet 2011, elle annonce qu'elle ne se présenterait pas aux prochaines élections provinciales,.